# Rio Sota
Sota é um rio do Benim, um dos afluentes do Níger. Flui por 250 quilômetros e sua bacia possui área de 13 600 quilômetros quadrados. Tem como afluentes os rios Buli, Irane, Suamom e Tassiné.